# Sendražice
Sendražice (deutsch Sendraschitz) ist eine Gemeinde in Tschechien. Sie liegt neun Kilometer nördlich des Stadtzentrums von Hradec Králové und gehört zum Okres Hradec Králové.

## Geographie
Sendražice befindet sich rechtsseitig der Trotina in der Talmulde des Baches Sendražický potok in den Ausläufern des Horschitzer Sandsteinrückens. Im Westen erhebt sich der Hügel Svíb (Swiep, 330 m) und im Südwesten der Chlum (337 m). Nordwestlich liegt das Naturschutzgebiet Hořiněveska bažantnice. Im Osten verläuft die Staatsstraße 33/E 67 von Hradec Králové nach Smiřice.
Nachbarorte sind Račice nad Trotinou (Ratschitz an der Trotina) im Norden, Rodov im Nordosten, Lochenice (Lochnitz) im Südosten, Neděliště (Nedielischt) im Süden, Chlum im Südwesten, Čistěves (Cistowes) und Máslojedy (Maslojed), im Westen und Hořiněves (Horschenowes) im Nordwesten.

## Geschichte

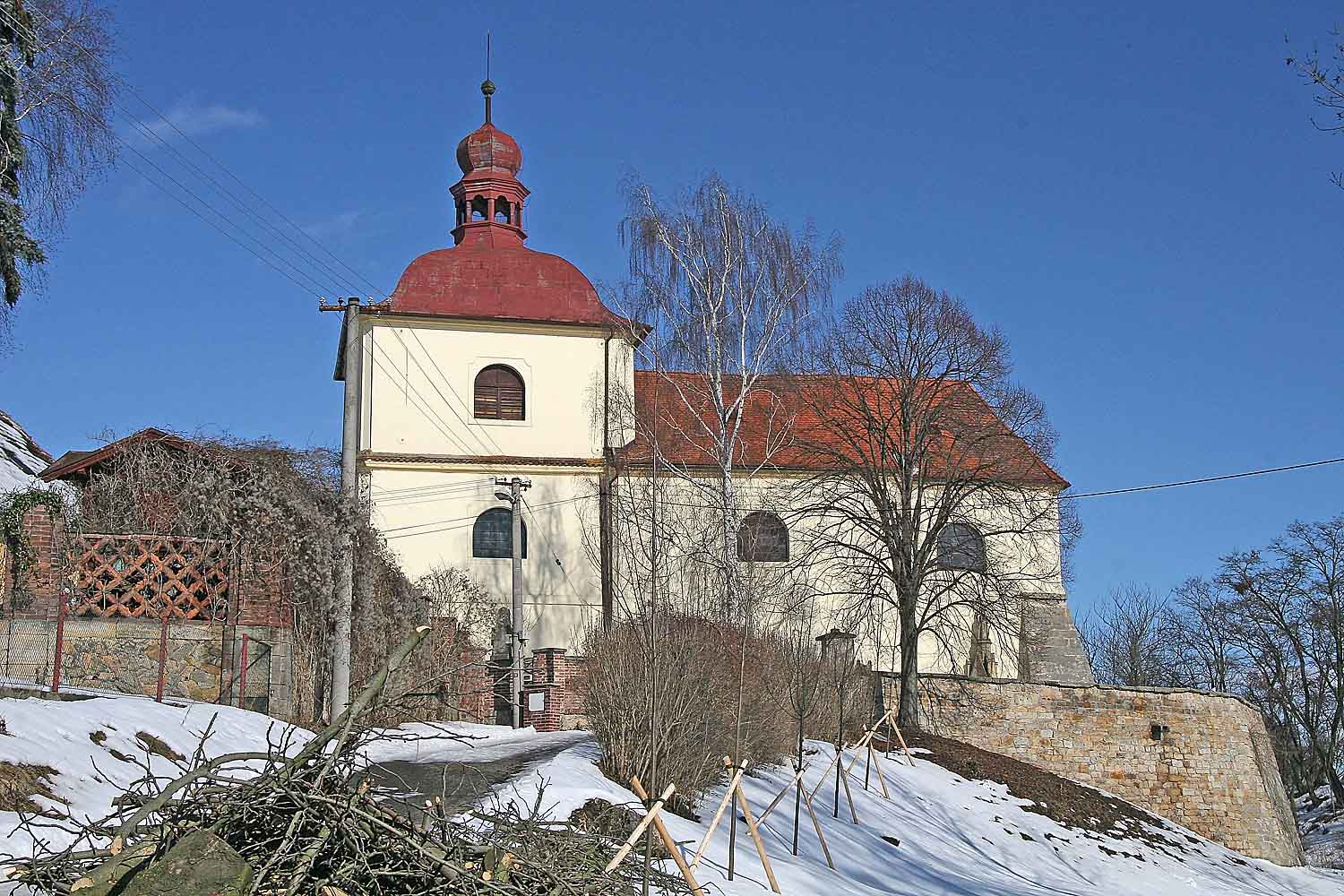
Kirche St. Stanislaus

In der zweiten Hälfte des 13. Jahrhunderts siedelten sich im dicht bewaldeten Platz Sendrahov Vladiken an, die dort eine Veste errichteten. Deren Nachkommen nannten sich „Sendražští ze Sendražic“ (auch Sendražský ze Sendražic), die weitere Besitzungen in Ostböhmen erwarben und ab dem 17. Jahrhundert in Schlesien als Sandretzky von Sandraschütz Besitz und Ansehen erlangten.
Erstmals urkundlich erwähnt wurde Sendražice 1297, als es im Besitz eines Ondřej/Andreas von Sendražice war. Für das 14. Jahrhundert ist in der Nähe der Veste eine Kirche mit einem Pfarrhof belegt. 1417 waren das Dorf und die Veste im Besitz des Matěj von Sendražice. 1512 verkaufte Beneš Sendražský die Veste, den Hof und das Dorf Sendražice dem Besitzer der benachbarten Herrschaft Smiřice, Nikolaus d. J. Trčka von Lípa († 1516; Mikuláš mladší Trčka z Lípy). Nachfolgend ging die verlassene Veste unter. Nach dem Tod des Jan Rudolf Trčka von Lípa 1634 wurden dessen Güter enteignet und von der Böhmischen Kammer 1636 dem kaiserlichen Generalleutnant Matthias Gallas verkauft. Ab 1661 gehörte Sendražice zur Herrschaft Hořiněves, die 1790 vom Landesherrn Josef II. mit der Herrschaft Smiřice verbunden wurde, wodurch Sendražice bis 1848 zur Herrschaft Smiřice-Hořiněves gehörte.
Nach der Aufhebung der Patrimonialherrschaften bildete Sendražice ab 1850 eine Gemeinde im Bezirk Königinhof an der Elbe. Am 3. Juli 1866 trafen während des Deutschen Krieges westlich des Dorfes im Swiepwald und am Chlum die verfeindeten preußischen und österreichischen Truppen aufeinander. Die blutige Schlacht ist als Schlacht bei Königgrätz in die Geschichte eingegangen. 1882 erhielt das Dorf durch die Rübenbahn Hněvčeves–Smiřice einen Eisenbahnanschluss. 1949 wurde die Gemeinde dem Okres Jaroměř zugeordnet und kam nach dessen Auflösung am 1. Januar 1961 zum Okres Hradec Králové zurück.

## Gemeindegliederung
Für die Gemeinde Sendražice sind keine Ortsteile ausgewiesen.

## Sehenswürdigkeiten

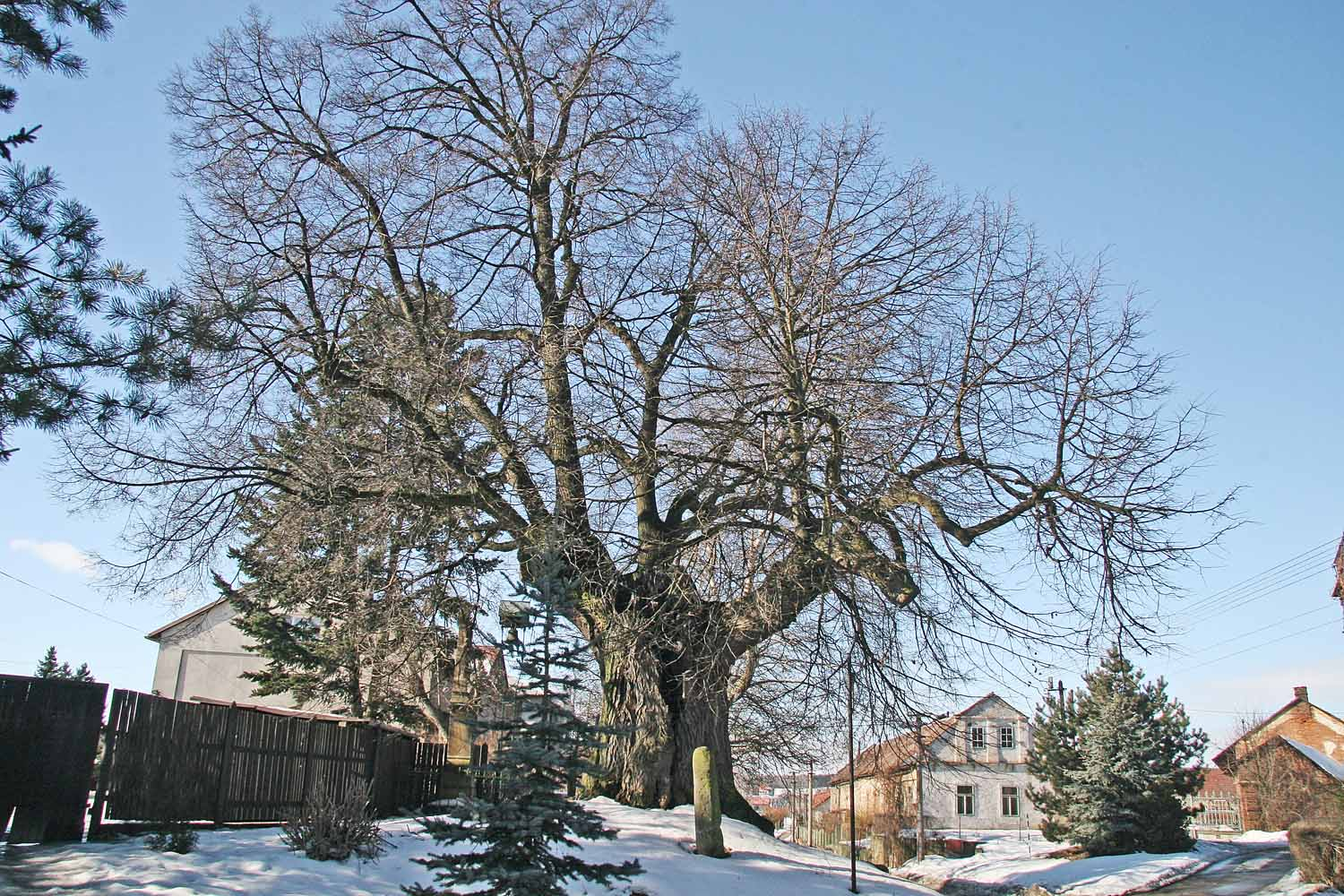
Sendražicer Linde

- Kirche des hl. Stanislaus; das ursprünglich gotische Bauwerk wurde im 18. Jahrhundert barockisiert.
- Denkmal für die Schlacht bei Königgrätz, an der Kirche.
- Sendražicer Linde, die 500-jährige denkmalgeschützte 20 m hohe Winterlinde hat einen Stammumfang von 5,30 m.